# Jeanne de Hochberg
 (janvier 2019).
Si vous disposez d'ouvrages ou d'articles de référence ou si vous connaissez des sites web de qualité traitant du thème abordé ici, merci de compléter l'article en donnant les références utiles à sa vérifiabilité et en les liant à la section « Notes et références ».
Pour les articles homonymes, voir Hochberg (homonymie).
Jeanne de Hochberg (ou Jeanne de Bade-Sausenberg), duchesse de Longueville, née entre 1485 et 1487 et morte le 23 septembre 1543 à Époisses, issue de la Maison de Bade.

## Biographie
Jeanne de Hochberg naît entre 1485 et 1487. Elle est la fille unique de Philippe de Bade-Hochberg-Sausenberg, comte de Neuchâtel (fils de Rodolphe IV et de Marguerite de Vienne-St-Georges et Ste-Croix, petite-fille de Guillaume), et de Marie de Savoie (fille du duc Amédée IX et petite-fille du roi Charles VII, par sa mère Yolande de France, donc nièce de Louis XI).
Après le décès de son père en 1503, elle lui succède à la tête du comté de Neuchâtel.
Elle se marie en 1504 avec Louis Ier d'Orléans (1480-1516), qui devient duc de Longueville en 1512, de la Famille d'Orléans-Longueville. Elle transmet aux Longueville la souveraineté du comté-principauté de Neuchâtel et Valangin en Suisse, ainsi que Rothelin (seulement le nom et le titre, les droits effectifs sur le fief de Rothelin (Rötteln) en Allemagne (Bade) passent en fait aux Bade), et Noyers qu'elle a reçu, avec Château-Chinon, en compensation de la perte du Fort de Joux. Ses fiefs bourguignons de Louhans, Seurre et St-Georges, Ste-Croix, Chagny, venus des Vienne, passent aux Savoie-Nemours par sa fille Charlotte d'Orléans-Longueville, sauf Louhans, allé, avec Château-Chinon, à sa petite-fille Françoise d'Orléans, princesse de Condé.
Le couple a quatre enfants :
- Claude (1507 † 1524), le fils aîné, duc de Longueville en 1516, mais mort jeune
- Louis II (1510 † 1536), époux de Marie de Guise et père du duc François III, comte de Neuchâtel
- François (1513 † 1548) marquis de Rothelin, époux de Jacqueline de Rohan-Gié : parents du duc Léonor, comte de Neuchâtel, et de Françoise, princesse de Condé par son mariage avec Louis de Condé
- Charlotte (1512 † 1549), dame des fiefs bourguignons maternels évoqués plus haut, épouse de Philippe de Savoie-Nemours, duc de Nemours, d'où plus tard les ducs de Savoie. Les rois d'Italie et Louis XV en descendent.

### Comté de Neuchâtel
Veuve en 1516, elle reprend la souveraineté du comté alors occupé par les Confédérés en bailliage commun. C'est sous son règne que la Réforme protestante s'implante dans le comté de Neuchâtel, malgré sa propre confession.

## Hommages
Elle dispose d'une rue à son nom dans la ville de Neuchâtel, la rue Jehanne-de-Hochberg, inaugurée en août 1943, pour le 400e anniversaire de sa mort.